# Capital Radio (España)
Capital Radio es una cadena radiofónica española que emite una programación temática, especializada en la información económica. Inició sus emisiones en 2013.

## Programas
- After Work
- Ágora
- Bungalow 103
- Caja de Pandora
- Capital, la Bolsa y la Vida, con Luis Vicente Muñoz.
- Capital Emocional
- Cartel de Toros
- Conversaciones con el CEO
- El Marcapáginas
- Entre Líneas
- Estado Ciudad
- Estilo y Finanzas
- Esto es Pádel
- Foro RRHH
- Franquicia2
- Humanos en la oficina
- Influencers
- Información Capital
- Inversión Inmobiliaria
- Kernel de Capital Radio
- La Magia de la Publicidad
- La Trilla
- La Verdad Desnuda
- Mercado Abierto
- Mesa y Descanso
- Miradas Viajeras
- Negocios de carne y hueso
- Rock and Talent
- Sinfonía Capital
- Sobre Ruedas
- Tercer Sector
- Todos Seguros
- Valor Salud
- Ventaja Legal
- Viaje a Serendipia
- Viajero de la Ciencia

- Lunes a viernes
  - 07:00 a 11:00 Capital, la Bolsa y la Vida con Luis Vicente Muñoz
  - 11:00 a 13:00 Inversión Inmobiliaria con Meli Torres
  - 13:00 a 14:00 Bungalow 103 con Ignacio Moll
  - 14:00 a 15:30 Noticias Información Capital con Chimo Ortega
  - 15:30 a 18:30 Mercado Abierto con Rocío Arvíza
  - 18:30 a 20:00 After Work con Edu Castillo
  - 20:00 a 22:00 Noticias El Balance con Federico Quevedo
  - 22:00 a 23:00 Viajero de la Ciencia con Carlos Alameda
  - 23:00 a 00:00 Conversaciones con el CEO con Luis Álvarez Satorre
  - 00:00 a 07:00 Ágora con David Benito

## Frecuencias
Andalucía
- Sevilla: 92.5 FM

 Asturias
- Oviedo: 91.5 FM

 Cantabria
- Santander: 89.0 FM

 Comunidad de Madrid
- Madrid: 103.2 FM

 Comunidad Valenciana
- Valencia: 94.5 FM

 País Vasco
- Bilbao: 89.2 FM y 104.0 FM